# Сара Адлер
Сара Адлер, до шлюбу Левицька (нар. 1858 або 1870, Одеса — пом. 28 квітня 1953 року, Нью-Йорк) — російська і американська акторка єврейського театру українського походження.

## Життєпис
Сара Левицька народилася 1858 року в Одесі. У шлюбі з театральним актором і антрепренером Яковом Адлерои (з 1891 року) народила доньку Стеллу, театральну педагогиню, та сина Лютера.
Сара Левицька грала в трупі єврейського театру в Одесі до 1883 року. З 1884 року жила в Нью-Йорку. Акторка єврейського театру понад 30 років.

## Фільмографія
| Рік  |   | Українська назва | Оригінальна назва   | Роль            |
| ---- | - | ---------------- | ------------------- | --------------- |
| 1914 | ф |                  | Sins of the Parents | Лаура Гендерсон |